# Суперкубок Бангладеш з футболу
Суперкубок Бангладеш з футболу — колишній турнір, у якому грали найсильніші команди Бангладеш попереднього сезону. Турнір проводився вперше у 2009 році. Третій розіграш змагання у 2013 році став останнім у історії турніру.

## Розіграші
| Рік  | Переможець           | Рахунок              | Фіналіст             |
| ---- | -------------------- | -------------------- | -------------------- |
| 2009 | Мохамеддан           | 1:0                  | Абахані Лімітед      |
| 2010 | турнір не проводився | турнір не проводився | турнір не проводився |
| 2011 | Абахані Лімітед      | 2:2 пен. 5:4         | Мохамеддан           |
| 2012 | турнір не проводився | турнір не проводився | турнір не проводився |
| 2013 | Мохамеддан           | 1:1 пен. 4:2         | Шейх Руссель         |

## Досягнення по клубам
| Клуб            | Кількість перемог | Роки перемог |
| --------------- | ----------------- | ------------ |
| Мохамеддан      | 2                 | 2009, 2013   |
| Абахані Лімітед | 1                 | 2011         |